# Gaidoaldo
Gaidoaldo, noto anche come Gaidoaldus, Gaidualdus o Gadoaldus (... – dopo 612), è stato un duca longobardo, duca di Trento tra la fine del VI e l'inizio del VII secolo.

## Biografia
Nulla è noto su di lui prima della sua nomima a duca di Trento, avvenuta molto probabilmente nel 595, poco dopo la morte di Ewin, il primo e prestigioso duca longobardo; si può ben ritenere che, essendo il Ducato di Trento uno dei più grandi dell'Italia nordorientale e svolgendo, grazie alla sua posizione geografica, una funzione di cerniera tra il regno longobardo, quello dei Franchi d'Austrasia e il Ducato dei Baiuvari, Gaidoaldo godesse di una posizione di tutto rilievo nella corte longobarda e potesse contare su appoggi potenti.
Secondo la Historia Langobardorum di Paolo Diacono, che si rifà alla Historiola dell'abate Secondo di Non, oggi perduta, era il re Agilulfo che determinava le successioni del ducato trentino; a testimonianza di ciò, il re era in ottimi rapporti con Ewin e, inoltre, era legato con lui da vincoli di parentela: la regina Teodolinda, consorte di Agilulfo, era infatti cognata di Ewin, il quale ne aveva sposato una sorella, di cui ignoriamo il nome.
Paolo Diacono pone l'accento sul fatto che Gaidoaldo fosse cattolico, in un periodo in cui la stragrande maggioranza del longobardi era pagana o ariana; questo fa pensare che il duca appoggiasse lo scisma dei Tre Capitoli, come pure Secondo di Non, il vescovo Agnello di Trento e la maggioranza dei cattolici dell'Italia nordorientale e probabilmente la stessa regina Teodolinda.
Nel 601 con Gisulfo II, duca del Friuli, entrò in contrasto col re Agilulfo e si avvicinò all'impero bizantino; questo avvenne in un grave momento di difficoltà per Agilulfo, quando l'esarca Callinico, con un'azione improvvisa, riusciva a fare prigionieri una figlia di Agilulfo e Godescalco, suo consorte e duca di Parma, ed inoltre otteneva successi militari sul re longobardo. La rottura fu di breve durata, perché, anche per i successi della controffensiva longobarda, già nello stesso 601 o nel 602, sia Gaidoaldo  che Gisulfo, dopo aver fatto atto di sottomissione, furono ammessi nuovamente nell'amicizia del sovrano.
Dopo l'atto di sottomissione si perdono le notizie di Gaidoaldo, ma si può ritenere che governò il ducato fino a dopo il 612, anno della morte di Secondo di Non, la cui Historiola è la fonte principale per questo periodo.